# ثاديوس ستيفنز
ثاديوس ستيفنز (بالإنجليزية: Thaddeus Stevens)ا (1792 – 1868). عضو مجلس نواب الولايات المتحدة عن بنسلفانيا (1849 – 1853، 1859 – 1868). زعيم جمهوري راديكالي لبرنامج سياسة التعمير. اعتبر الولايات الجنوبية مقاطعات مفتوحة، واقترح التعديل الرابع عشر. اهتم بتأييد قضية العبيد، وبالاحتفاظ بسلطان الحزب الجمهوري. كان المحرك الأول في اتهام الرئيس أندرو جونسون بالخيانة ومحاكمته.
ولد ستيفنز في ريف ولاية فيرمونت، فقيراً، وكان مصاباً بالكساح الذي رافقه طوال حياته. انتقل إلى ولاية بنسلفانيا عندما كان شابا، وسرعان ما أصبح محاميا ناجح في جيتيسبيرغ. كان مهتما في الشؤون البلدية، ومن ثم في السياسة. انتخب لمجلس نواب بنسلفانيا، حيث أصبح مدافعا قويا عن التعليم العام المجاني. تسببت الانتكاسات المالية في عام 1842 له بالانتقال عن منزله إلى المدينة الأكبر لانكستر. هناك، انضم إلى الحزب اليميني، وانتخب عضوا في الكونغرس في عام 1848. أنشطته كمحام وسياسي في معارضة الرق كلفته العديد من الأصوات وان لا يتم إعادة انتخابه في 1852. انضم ستيفنز إلى الحزب الجمهوري التي شكل حديثا، وانتخب عضوا في الكونغرس مرة أخرى في عام 1858.
جادل ستيفنز فيما يخص العبودية، ورأى أنها يجب ألا تنجو من الحرب، وكان محبطاً من تباطؤ الرئيس الأمريكي أبراهام لينكولن في دعم مواقفه. قاد التشريعات المالية الحكومية عبر مجلس النواب بصفته رئيساً لمجلس إدارة السبل والوسائل. مع اتجاه الحرب نحو انتصار الشمال، بدأ ستيفنز يعتقد أنه لا يكفي إلغاء العبودية فحسب، بل يجب منح حصة للأمريكيين من أصول أفريقية في مستقبل الجنوب، من خلال مصادرة الأراضي من المزارعين وتوزيعها على المعتوقين. لكن الجمهوريين المعتدلين وجدوا أنه تمادى في خططه فلم يقوموا بتشريع هكذا قوانين.
بعد اغتيال الرئيس الأمريكي أبراهام لنكولن في عام 1865، دخل ستيفنز في صراع مع الرئيس الجديد جونسون، الذي سعى لاستعادة الولايات المنفصلة بشكل سريع دون أي ضمانات تتعلق بالمعتوقين. سببت وجهات النظر المختلفة هذه معارك مستمرة بين جونسون والكونغرس، إذ كان ستيفنز مسؤولاً عن قيادة الراديكاليين. بعد مكاسب الانتخابات في عام 1866، سيطر الراديكاليون على إعادة الإعمار بمعزل عن جونسون. تجلت معركة ستيفنز العظيمة في تأمين لائحة الاتهامات ضد جونسون في مجلس النواب، وعلى الرغم من ذلك لم يدن مجلس الشيوخ الرئيس.
تغيرت وجهات النظر التاريخية لستيفنز بشكل كبير بمرور السنين، من وجهة نظره السائدة في أوائل القرن العشرين والتي كانت طائشة ومدفوعة بكرهه للجنوب الأبيض، إلى وجهة نظر مؤيدي القضاء على العنصرية الجدد في الخمسينات وما بعدها، والذين صفقوا له بسبب التزامه بالمساواتية.

## النشأة والتعليم
ولد ستيفنز في دانفيل، فورمونت، في 4 أبريل من عام 1792. كان الثاني من بين أربعة أطفال، جميعهم من الذكور، وقد اختير اسمه تيمنًا الجنرال البولندي الذي خدم في الثورة الأمريكية، ثاديوس كوسيوسكو. كان والداه من أتباع الكنيسة المعمدانية، الذين هاجروا من ولاية ماساتشوستش نحو عام 1786.
وُلد ثاديوس مصاباً بحنف القدم، وفي ذلك الوقت اعتبرت هذه الحالة عقوبة من الله بسبب خطيئة والديه السرية، حيث أن أخاه الأكبر ولد مصاباً بنفس الحالة في كلا قدميه. عمل والده جوشوا ستيفنز كمزارع وإسكافي كافح من أجل كسب لقمة عيشه في فرمونت، لكنه تخلى عن أطفاله وزوجته سارة (اسمها عند الولادة موريل) بعد إنجابه لصبيين آخرين (وُلدا دون إعاقة). لا تزال ظروف رحيله ومصيره غير مؤكدة، فربما مات في معركة أوسويغو التي جرت خلال حرب عام 1812.
كافحت سارة لكسب عيشها من المزرعة، بمساعدة أبنائها. وكانت مصممة أن يعملوا على تحسين أنفسهم، وفي عام 1807 انتقلت العائلة إلى مدينة بيتشام المجاورة لفيرمونت، حيث التحق الشاب ثاديوس بمدرسة كالودونيا للنحو (غالباً ما كانت تدعى أكاديمية بيتشام). عانى ستفينز كثيراً من السخرية بسبب إعاقته. ووصفته الكثير من القصص اللاحقة بأنه «متعمّد، عنيد» مع امتلاكه «لرغبة شديدة في أن يضمن تعليمه».
التحق ستيفنز بعد تخرجه بجامعة فيرمونت لكنه علق دراساته بسبب استيلاء الحكومة الفيدرالية على مباني الحرم الجامعي خلال حرب عام 1812. كما تسجل بفصل السنة الثانية في كلية دارتموث في هانوفر، نيوهامبشير. هناك، وعلى الرغم من حياته الجامعية الممتازة، إلا أنه لم يُنتخب لفاي بيتا كابا، ما ترك أثراً كبيراً في نفسه.
تخرج ستيفنز من دارتموث في عام 1814، واختير بمثابة متحدث حفل التخرج. بعد ذلك، عاد إلى ببتشام ودرس فيها لفترة قصيرة، وبدأ أيضاً دراسة القانون مع جون ماتوكس. في أوائل عام 1815، أدت المراسلات بينه وبين زميله في فيرمونت صموئيل ميريل الذي انتقل إلى يورك، بنسلفانيا ليصبح مديراً لأكاديمية يورك، إلى تقديم عرض لستيفنز للانضمام إلى كلية الأكاديمية. انتقل بعدها إلى يورك للتدريس، متابعاً دراسته للقانون في مكاتب ديفيد كوسيت.

## محامي وسياسي بنسلفانيا

### محامي غيتيسبيرغ
في بنسلفانيا، درَّس ستيفنز في أكاديمية يورك وواصل دراسته لاجتياز امتحان المحاماة، أصدر المحامون المحليون قراراً يمنع عضوية أي فرد يمارس مهنة أخرى إلى جانب تحضيره للقبول في نقابة المحامين، ومن المرجح أن هذا التقييد كان يستهدف ستيفنز. بأعصاب هادئة قيل بأنه (وفقاً للقصة التي جرى سردها في كثير من الأحيان) قدَّم نفسه مع أربع زجاجات من نبيذ الماديرا إلى مجلس الامتحانات في مقاطعة هارفرد المجاورة في ولاية ماريلاند، حيث سُئل عدداً من الأسئلة ولكنه كان في حالة سكر نتيجة تناوله الكثير من النبيذ. غادر بلدة بيل أير في اليوم التالي وبحوزته شهادة تسمح له، من مبدأ المعاملة بالمثل، أن يمارس مهنة المحاماة في أي مكان. ذهب ستيفنز إلى غيتيسبرغ، وهي مقر مقاطعة آدمز، وافتتح مكتباً هناك في سبتمبر من عام 1816.
لم يكن ستيفنز يعرف أحداً في غيتيسبرغ ولم يكن نجاحه كبيراً في البداية. إلا أن إنجازه المفاجئ جاء في منتصف عام 1817، من خلال قضية أقدم فيها أحد المزارعين الذي كان سجيناً بسبب الديون على قتل شرطي ممن ألقوا القبض عليه. وعلى الرغم من أنه لم ينجح في الدفاع عنه، لكنه أثار إعجاب السكان المحليين وازداد عمله إثر ذلك. خلال مسيرته القانونية، أظهر ميلاُ واضحاً للسخرية مما ميزه لاحقاً في العمل السياسي، فقد أجاب القاضي مرةً عندما اتهمه بازدراء المحكمة، «سيدي، إنني أعمل جاهداً لإخفاء ذلك».
أجمع الكثير ممن أحيوا ذكرى وفاة ستيفنز الذي فارق الحياة في عام 1868، على أنه محام موهوب، فقد شارك في القضايا العشر الأولى للوصول إلى المحكمة العليا في بنسلفانيا، مقاطعة آدامز بعد أن بدأ فترة التدريب، وفاز بتسعٍ منها. من القضايا التي تمنى فيما بعد أنه لم يفز بها، قضية باتلر ضد ديلابلين، والتي نجح من خلالها بإعادة إحدى العبيد لصاحبها.
في غيتيسبيرغ، بدأ ستيفنز مشاركته في العمل السياسي، حيث قضى ست فترات تبلغ الفترة الواحدة منها سنة في مجلس البلدة وذلك بين عامي 1822 و1831 وأصبح في النهاية رئيساً للمجلس. استثمر أرباح مزاولته للمحاماة في عقارات غيتيسبيرغ، ليصبح أكبر مالك للأراضي فيها بحلول عام 1825، كما امتلك أسهماً في العديد من أفران الحديد خارج المدينة. اكتسب العديد من الأعداء إضافةً إلى أعدائه الأصليين، وبعد وفاة امرأة سوداء حامل في غيتيسبيرغ، لمَّح عدد من الكتاب مجهولي الهوية في الصحف، أن ستيفنز كان مذنباً، وتعقبته الشائعات لسنوات لاحقة، وطبعت إحدى الصحف التي عارضت ستيفنز خطاباً في عام 1831 أُطلق عليه اسم القاتل، لكنه نجح في رفع دعوى قضائية بتهمة التشهير.

### معاداة الماسونية
كان الهدف السياسي الأول لستيفنز هو محاربة الماسونية، التي انتشرت بشكل واسع في عام 1826 بعد اختفاء وموت ويليام مورغان في شمال ولاية نيويورك. وقد ساد الاعتقاد بأن مجموعة من الماسونيين هم قتلة مورغان بسبب رفضهم لنشره كتاباً من تأليفه يكشف فيه عن طقوس النظام السرية. نظراً لكون الجنرال أندرو جاكسون المرشح الرئيسي المعارض للرئيس جون كوينسي آدمز، وهو ماسوني سخر من معارضي النظام، فقد ارتبطت معاداة الماسونية ارتباطاً وثيقاً بمعارضة جاكسون، وبسياساته الديمقراطية الخاصة به التي أصدرها بمجرد انتخابه رئيساً في عام 1828.
كان أتباع جاكسون ينتمون للحزب الجمهوري الديمقراطي القديم، وأصبحوا يُعرفون في النهاية باسم الديمقراطيين. أخبر ستيفنز زميله المحامي (والرئيس المستقبلي) جيمس بيوكانان بأنه يستطيع التقدم سياسياً إذا انضم إليهم، إلا أن ستيفنز لم يتمكن من دعم جاكسون من حيث المبدأ. أصبحت مكافحة الماسونية بالنسبة لستيفنز واحدةً من وسائل معارضته لجاكسون، وقد تكون لديه أسباب شخصية أخرى، حيث أن الماسونيين منعوا «المعاقين» من الانضمام لهم. استمر ستيفنز بمكافحة الماسونية بكثير من الحماس وظل مخلصاً لقضيته على الرغم من تخلي سكان بنسلفانيا عنها. اقترح كاتب سيرة حياة ستيفنز، سبباً آخر وراء حدته، ألا وهو المرض الذي أصابه في عشرينيات القرن الماضي، والذي سبب خسارة شعره (ارتدى بعد ذلك شعراً مستعاراً، لم يكن مناسباً له في كثير من الأحيان)، «وقد يكون هذا المرض المفاجئ أحد أسباب تعصبه غير العقلاني تجاه الماسونيين».
تطورت معاداة الماسونية لتصبح بحلول عام 1829 حزباً سياسياً أثبت شعبيته في وسط ولاية بنسلفانيا الريفية. أصبح ستيفنز بسرعة شخصاً بارزاً في هذه الحركة، حيث حضر أول مؤتمرين قوميين للحزب في عام 1830 و1831، وضغط خلال المؤتمر الأخير على ترشيح قاضي المحكمة العليا جون ماكلين لاعتباره مرشحاً رئاسياً للحزب، لكن جهوده ذهبت سدىً، ووقع الترشيح على المدعي العام السابق وليام ويرت. أُعيد انتخاب جاكسون بسهولة، وتسببت هذه الهزيمة الساحقة (فاز ويرت في فيرمونت فقط) باختفاء الحزب في العديد من الأماكن، مع بقائه قوياً في ولاية بنسلفانيا لعدة سنوات.
انتخب ستيفنز لمدة عام واحد في مجلس النواب في ولاية بنسلفانيا بصفته مناهضاً للماسونية في سبتمبر من عام 1833، وسعى مرة أخرى في العاصمة هاريسبرغ لجعل الهيئة تشكل لجنة للتحقيق بالماسونية. اكتسب ستيفنز اهتماماً تجاوز ولاية بنسلفانيا نتيجة خطابه ضد الماسونية، وسرعان ما أصبح خبيراً في المناورات التشريعية، أدى الانقسام بين صفوف الديمقراطيين إلى سيطرة الماسونية في الجمعية العامة في بنسلفانيا (السلطة التشريعية).
استدعى ستيفنز من خلال سلطات الاستدعاء الممنوحة، كبار السياسيين في الولاية ممن ينتمون للماسونية، بمن فيهم الحاكم جورج وولف. احتج الشهود على حقهم في التعديل الخامس لدستور الولايات المتحدة ضد تجريم الذات، وسبّب تعرّض ستيفنز لهم بالإساءة اللفظية ردَّ فعل عنيفًا أدى إلى إقدام حزبه على إنهاء التحقيق.

### داعية للتعليم

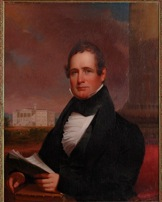
لوحة فنية لثاديوس ستيفنز بريشة الفنان جيكوب آيكهولتس، تعود ملكيتها اليوم إلى كلية غيتسبيرغ.

عمل ستيفنز خلال أولى سنوات تواجده في منطقة غيتسبيرغ على إعادة تسليط الضوء على قضية التعليم العام. لم تكن أي من الولايات الأمريكية، خارج إقليم نيو إنجلاند، تتبع سياسة تأمين التعليم العام والمجاني للجميع. في ولاية بنسلفانيا، طُبق نظام التعليم المجاني في مدينة فيلادلفيا، أما في مناطق أخرى من الولاية، فتوجب على كل من يرغب بتعليم أطفاله دون دفع الرسوم الخاصة بالتعليم أن يُقسم قسم الفقراء. افتتح ستيفنز مكتبته الخاصة الشاملة للعامة، وتنازل عن رئاسته لمجلس البلدية لإيمانه بأن عمله في مجلس المدرسة له الأولوية ويتمتع بأهمية أكبر. في عام 1825، انتخب ستيفنز، من قبل ناخبي مقاطعة آدمز، عضوًا لمجلس أمناء أكاديمية غيتسبيرغ. مع فشل الأكاديمية، تمكن ستيفنز من إقناع ناخبي المقاطعة على الموافقة على سداد ديونها وبيعها كمعهد لاهوتي. في عام 1831، منح المعهد الحق في إصدار شهادات جامعية باسم كلية بنسلفانيا التي أصبحت بدورها في عام 1921 تعرف باسم كلية غيتسبيرغ. منح ستيفنز المعهد أرضًا لبناء منشآت تعليمية عليها، وعمل عضوًا في مجلس أمناء المعهد لسنوات طويلة.
في شهر أبريل 1834، أصدر ستيفنز، من خلال الهيئة التشريعية وبالتعاون مع حاكم ولاية بنسلفانيا، جورج وولف، قوانين تسمح للمقاطعات في جميع أنحاء الولاية بإجراء تصويت حول إنشاء مدارس عامة تُدفع تكاليفها من خلال الضرائب. صوتت مقاطعة غيتسبيرغ لصالح إنشاء مدارس عامة، وانتخب فيها ستيفنز مديرًا لأحد المدارس، وخدم في هذا المنصب حتى عام 1839. وقع عشرات آلاف الناخبين عريضة تدعو للتراجع عن القرار، وهو ما أقره مجلس شيوخ ولاية بنسلفانيا. كان ثمة اعتقاد سائد بأن مشروع قرار التراجع عن قرار إنشاء مدارس عامة سيُقر ويُسنّ في مجلس النواب بصرف النظر عن معارضة ستيفنز له. عندما خرج ستيفنز ليتحدث عن الموضوع في 11 أبريل 1935، دافع عن نظام التعليم الجديد، مشيرًا إلى آلية توفيره للكثير من الأموال، وأكد أن معارضي قانون إنشاء مدارس عامة كانوا يسعون إلى عزل الفقراء في طبقة أقل منهم شأنًا، واتهم الأثرياء بالجشع والعجز عن التعاطف مع الفقراء. قال ستيفنز «لا تبنِ آثارك من النحاس والرخام، بل اصنعها من العقول الخالدة!». ألغي مشروع القانون المبطل لقانون إنشاء مدراس مجانية، وارتفع بذلك رصيد ستيفنز عند سكان الولاية. أرجع كاتب سيرة ثاديوس ستيفنز الذاتية، هانز تريفوس، السبب في انتصار ستيفنز إلى نفوذه، ونفوذ حاكم ولاية بنسلفانيا، جورج وولف، وليس إلى بلاغته وفصاحته.

### التحول السياسي؛ الانتقال إلى لانكستر
في عام 1838، ترشح ستيفنز للهيئة التشريعية مرة أخرى، وأعرب عن أمله في انتخابه لمجلس الشيوخ الأمريكي (الذي كان يتم اختياره -حتى عام 1913- من قبل المجالس التشريعية للولايات) وذلك في حال حصول مناهضي الماسونيين والحزب اليميني الناشئ على الأغلبية. بدأت بعدها حملة تعتبر قذرة حتى بمعايير اليوم. انتخب ديموقراطي لمنصب الحاكم، وسيطر اليمين على مجلس شيوخ الولاية، وبقيت مقاعد ولاية فيلادلفيا موضع تساؤل. ربح ستيفنز مقعده عن مقاطعة آدامز، وسعى لاستبعاد الديموقراطيين في فيلادلفيا ليتمكن من خلق أغلبية يمينية يمكن لها أن تنتخبه لعضوية مجلس الشيوخ. وسط حالة الشغب في مدينة هاريسبرغ -التي عرفت فيما بعد باسم «حرب الطلقة»- كان لخدعة ستيفنز نتائج عكسية، إذ سيطر الديموقراطيون على مجلس النواب. بقي ستيفنز في المجلس التشريعي حتى عام 1842، إلا أن هذه الحادثة تسببت بتراجع نفوذه السياسي بشكل كبير، فقد ألقى اليمينيون باللوم عليه في حدوث كارثة سيطرة الديموقراطيين على المجلس، وتزايدت مطالباتهم بمنع منح أي شخص لم ينضم بعد إلى حزبهم دفة القيادة. مع ذلك، أيد ستيفنز المواقف اليمينية المؤيدة للتنمية والداعمة للأعمال التجارية. أطلق ستينفز حملة لدعم المرشح اليميني في الانتخابات الرئاسية لعام 1840، الجنرال السابق، ويليام هنري هاريسون. ادعى ستيفنز فيما بعد أن هاريسون كان قد وعده بمنصب وزاري في حال نجح في الانتخابات، لكنه لم يفِ بوعده، وانتهى الجدل الدائر حول هذه القضية بوفاة هاريسون بعد شهر واحد من وصوله لمنصب الرئاسة ليخلفه جون تايلر، الجنوبي المعارض لمواقف ستيفنز المرتبطة بالعبودية.
كان ستيفنز يعد أنجح محام في غيتسبيرغ، مع ذلك، تراكمت عليه الديون بسبب مصالحه التجارية. رفض ستيفنز الاستفادة من قوانين الإفلاس، وقرر الانتقال إلى بلدية أكبر لكسب الوفير من المال لدفع ما ترتب عليه من التزامات، وهو ما فعله في عام 1842 عندما نقل مكان سكنه وعمله إلى مدينة لانكستر. كان ستيفنز على دراية بكون لانكستر معقلًا لمناهضي الماسونية ومؤيدي الأحزاب اليمينية، الأمر الذي ضمن له الاحتفاظ بقاعدة سياسية لا بأس بها. أصبح مردود ستيفنز، خلال فترة قصيرة، أعلى من مردود أي محام آخر في لانكستر؛ وتمكن، بحلول عام 1848، من خفض ديونه إلى 30 ألف دولار فقط سددها بعد فترة وجيزة. استعان ستيفنز، في لانكستر، بخدمات مدبرة المنزل، ليديا هاملتون سميث، التي توصف تركيبتها العرقية بأنها مولاتو، والتي بقيت معه لبقية حياته.

## عضو الكونغرس المؤيد لإلغاء العبودية في فترة ما قبل الحرب

### تطور وجهات النظر
في ثلاثينيات القرن التاسع عشر، سعى البعض إلى القضاء على العبودية بشكل آني. كانت حركة إبطال العبودية في تلك الفترة لا تزال في بداياتها، ولم تضم سوى بضع شخصيات مرموقة، من أمثال ويليام لويد غاريسون، تعمل على نشر أفكارها. اختلف مؤلفو سيرة ثاديوس ستيفنز الذاتية حول الدافع وراء تبنيه لقضية العبودية. إذ اقترح ريتشارد كارنت، في عام 1942، أن الدافع وراء ذلك كان الرغبة الحقيقة في تحرير العبيد، بينما اقترحت فاون أم برودي في كتاب السيرة النفسية المثير للجدل لعام 1959، والذي درست فيه شخصية ستيفنز، أن تبنيه لقضية العبودية جاء بسبب تعاطفه مع المضطهدين كونه يشاطرهم شعور الاضطهاد بسبب إعاقته. أيد هانز تريفوس برودي في اقتراحها تأثير شعور ستيفنز بالمضطهدين على قراره تبني قضية العبودية، وأضاف لها الإحساس بالندم على قضية باتلر ضد ديلابلين. لكن، من المستبعد أن يكون هذا الحافز مهمًا، لأن حماسة ستيفنز في قضية مناهضة العبودية أعاقت من تقدمه مهنيًا.
في مؤتمر بنسلفانيا الدستوري لعام 1837، حارب ستيفنز، الذي كان حينها مندوبًا للمؤتمر، ضد حرمان الأمريكيين من أصول أفريقية من حقهم في التصويت. وفقًا للمؤرخ إريك فونز: «عندما رفض ستيفنز التوقيع على دستور عام 1837 بسبب بند حق الاقتراع  فيه، أعلن التزامه بتعريف غير عنصريٍ للمواطنة الأمريكية وتعهد بأن يلتزم به لبقية حياته». بعد انتقاله إلى لانكستر غير البعيدة عن خط ماسون ديكسون، الحد الفاصل بين ولايات الرقيق وولايات الأحرار، أصبح ستيفنز نشطًا في العمل بالدفاع عن الأشخاص الذي يعتقد بأنهم عبيد هاربون وفي مساعدة الرق الساعين للحرية، خصوصًا من خلال تهريبهم عبر خطوط السكك الحديدية تحت الأرض. كشفت عمليات ترميم لمنزل ستيفنز السابق في مدينة لانكستر عن وجود حوض مخفي، مرتبط بالبناء الرئيسي للمنزل عبر نفق، اعتاد أن يخبئ فيه ستيفنز العبيد الهاربين من أسيادهم.

## روابط خارجية
- ثاديوس ستيفنز على موقع الموسوعة البريطانية (الإنجليزية)
- ثاديوس ستيفنز على موقع إن إن دي بي (الإنجليزية)